# Варфоломей (Анастасиадис)
Епи́скоп Варфоломе́й (греч. Επίσκοπος Βαρθολομαίος, в миру Панайо́тис Анастасиа́дис, греч. Παναγιώτης Αναστασιάδης; род. 23 января 1980, Сидней) — архиерей Константинопольского патриархата, епископ Хариопольский (с 2021), викарий Австралийской архиепископии.

## Биография
В 1999 году он был принят в богословскую школу апостола Андрея в Сиднее, получив диплом бакалавра богословия, одновременно служа членом Центрального молодежного совета первого архиепископского округа. Он десять лет проработал коммерческим менеджером, занимаясь финансами.
11 марта 2012 года епископом Аполлонийским Серафимом (Гинисом) в церкви Святой Евфимии в Бэнкстауне, Сидней, был хиротонисан во диакона с наречением имени Прохор. Он служил при архиерейской резиденции (στην Αρχιεπισκοπική Αυλή) в качестве диакона.
31 марта 2014 года в Святой церкви святых Рафаила, Николая и Ирины в городе Ливерпуле, штат Новый Южный Уэльс, был рукоположен тем же епископом в сан пресвитера и назначен настоятелем данной церкви.
24 марта 2015 года архиепископом Австралийским Стилианом (Харкианакисом) в кафедральном Благовещенском соборе был возведён в достоинство архимандрита.
В марте 2017 года он был переведён в главный приход-общину Воскресения Господня в Когаре, Сидней, в качестве приходского священника данной церкви. Он вернулся в 2019 году в церковь святых Рафаила, Николая и Ирины в Ливерпуле, назначенный главой священства и духовенства.
В декабре 2020 года архиепископ Австралийский Макарий (Гриниезакис) назначил его архиепископским эпитопом Канберры и Тасмании.
В 2021 году он был назначен представителем Австралийской архиепархии в Австралийском совете церквей.
30 августа 2021 года был избран для рукоположения в сан епископа Хариопольского, викария Австралийской архиепископии.
21 ноября 2021 года в храме святого Николая в Марриквилле, Сидней, был хиротонисан во епископа Хариопольского с наречением имени Варфоломей в честь патриарха Варфоломея по случаю 30-летия его патриаршества. Хиротонию совершили: архиепископ Австралийский Макарий (Гриниезакис), митрополит Дервский Иезекииль (Кефалас), епископ Милитопольский Иаков (Цигунис), епископ Мелойский Емилиан (Кутузис), епископ Кианейский Элпидий (Каралис), епископ Синопский Силуан (Фотинеас), епископ Созопольский Кириак (Михаил), епископ Мансийский Христодул (Иконому) и епископ Керасундский Евмений (Василопулос).